# David et Jonathan (association)
Pour les articles homonymes, voir David et Jonathan.
David et Jonathan est une association LGBT française d'accueil chrétien, créée en 1972 et déposée en préfecture en 1983. Elle est de fait la plus ancienne association LGBT en activité en France. Par soucis d'inclusivité, elle est renommée D&J arc-en-ciel en 2024.

## Historique

### Création
À la suite d'une table ronde sur l’homosexualité et le christianisme organisée dans le cadre du groupe Arcadie le 15 décembre 1971 à Paris, une association informelle de personnes se crée en décidant de se retrouver un mois plus tard donnant naissance, à Christianisme et homophilie. La création du groupe se fait dans le contexte d'une activité associative se revendiquant catholique qui commence à aborder les questions de ce qu'on appelle alors pas encore le genre : le droit des femmes avec la création du groupe Femmes et hommes en Église l'année précédente (en 1970) et l'homosexualité, dans une logique de catholicisme libéral.
David et Jonathan, nom qui prévaut aujourd'hui, était au départ le nom d'un bulletin régulièrement édité. « David et Jonathan » fait référence à un passage biblique, qui expose les relations de David, Saül et Jonathan.  Le groupe se transforme officiellement en association loi de 1901 en octobre 1983. L'activité de l’association consistait[pas clair] en l'organisation de débats et de rencontres entre les personnes homosexuelles ayant la foi. Voici comment l'association, elle-même, relate ses débuts :

« David et Jonathan s'inspirera du modèle [des premières réunions] : débats, rencontres entre homosexuels en demeurant discrets parce que tiraillés entre leur sexualité, la bienséance sociale, et leur foi. »

L'association ouvre ainsi un espace d'écoute aux personnes chrétiennes homosexuelles qui ont du mal à concilier leur religion et leur orientation sexuelle et amoureuse,.

### Développement
L’organisation, à l’origine uniquement parisienne, s’étend à travers la France, puisque des groupes locaux dans quelques grandes villes françaises voient le jour. Aujourd'hui, ce que l'on peut considérer comme un « mouvement », que constituent l'association mais aussi ses groupes locaux, est connu sous le nom de David et Jonathan, dont les membres s'appellent des « déjistes » (d'après les initiales D et J des deux prénoms composant le nom de l'association).
À partir de la création de l'association LGBT juive Beit Haverim en 1982, des liens se créent entre les deux associations, qui débouchent dans les années 2000 sur des soirées ou des voyages en commun. En 2011, un voyage commun à David et Jonathan, Beit Haverim et à l'association LGBT musulmane Homosexuels musulmans de France, est organisé en Israël et en Palestine.
L'association est membre de l'inter-LGBT, du Centre LGBT Paris-Île-de-France, de l'ILGA-Europe, du RAVAD, des Réseaux du Parvis, du Forum européen des groupes chrétiens gays et lesbiens et de nombreux regroupements associatifs locaux, et agréée pour intervenir en milieu scolaire et dans les prisons.
En 2012, l'association s'est positionnée pour l'ouverture du mariage civil aux couples de même sexe,, et à la procréation médicalement assistée pour toutes les femmes, alimentant un débat argumenté avec des membres du clergé qui y sont opposés.
En mars 2024, l'association est renommée D&J arc-en-ciel afin de marquer un  « renouveau générationnel qui appelle à un mouvement de plus en plus inclusif ».

## Publication
- Collectif, Les homosexuels ont-ils une âme ? Hommes et femmes de David & Jonathan, Paris, L'Harmattan, 2008  (ISBN 978-2-296-05533-9)